# ماکسول اتمز
ماکسول اتمز (انگلیسی: Maxwell Atoms؛ زادهٔ ۲۱ ژانویهٔ ۱۹۷۴) یک پویانما، فیلم‌نامه‌نویس، و تهیه‌کننده تلویزیونی اهل ایالات متحده آمریکا است. وی از سال ۱۹۹۵ میلادی تاکنون مشغول فعالیت بوده‌است.